# Barry Cowan
Barry Cowan (* 24. August 1974 in Southport) ist ein ehemaliger britischer Tennisspieler aus England.

## Karriere
Cowan gewann auf der zweitklassigen Challenger Tour in seiner Karriere zwei Titel, davon je einen im Einzel und im Doppel. Auf der ATP Tour stand er 2001 in Chennai in seinem einzigen Finale, verlor aber an der Seite von Mosè Navarra gegen die Simbabwer Byron und Wayne Black. Bei Grand-Slam-Turnieren konnte er in Wimbledon 2001 und 2002 jeweils die zweite Runde im Einzel erreichen, bereits 1999 schaffte er im Doppel den Einzug ins Achtelfinale.
Er nahm im Jahr 2000 an den Olympischen Sommerspielen in Sydney teil. Dabei trat er sowohl im Einzel als auch im Doppel an. Im Einzel traf er in der Auftaktrunde auf den Kanadier Daniel Nestor, dem er mit 7:5, 1:6, 4:6 unterlag. In der Doppelkonkurrenz schied er an der Seite von Kyle Spencer ebenfalls bereits in der ersten Runde aus. Sie verloren gegen die Russen Jewgeni Kafelnikow und Marat Safin mit 6:7 (2:7), 4:6.
Cowan bestritt 2001 eine Begegnung für die britische Davis-Cup-Mannschaft. Im Auftaktspiel der Weltgruppe gegen Ecuador kam er im vierten Einzel zum Einsatz, welches er mit 1:6, 4:6 verlor. Die Niederlage hatte jedoch keine Auswirkung mehr auf das Weiterkommen der Mannschaft, da Großbritannien zu dem Zeitpunkt bereits mit 4:0 in Führung lag. Es blieb Cowans einziger Einsatz.

## Erfolge
| Legende (Anzahl der Siege)  |
| Grand Slam                  |
| ATP World Tour Finals       |
| ATP World Tour Masters 1000 |
| ATP World Tour 500          |
| ATP World Tour 250          |
| ATP Challenger Tour (2)     |

### Einzel

#### Turniersiege
| Nr. | Datum           | Turnier | Belag     | Finalgegner | Ergebnis      |
| --- | --------------- | ------- | --------- | ----------- | ------------- |
| 1.  | 12. August 2001 | Gramado | Hartplatz | Andy Ram    | 2:6, 6:4, 6:3 |

### Doppel

#### Turniersiege
| Nr. | Datum            | Turnier | Belag       | Partner        | Finalgegner                       | Ergebnis      |
| --- | ---------------- | ------- | ----------- | -------------- | --------------------------------- | ------------- |
| 1.  | 19. Februar 2000 | Hull    | Teppich (i) | Neville Godwin | Julian Knowle Stefano Pescosolido | 6:3, 3:6, 6:3 |

#### Finalteilnahmen
| Nr. | Datum          | Turnier | Belag     | Partner      | Finalgegner             | Ergebnis |
| --- | -------------- | ------- | --------- | ------------ | ----------------------- | -------- |
| 1.  | 7. Januar 2001 | Chennai | Hartplatz | Mosè Navarra | Byron Black Wayne Black | 4:6, 3:6 |